# Your Honor
Your Honor (übersetzt: „Euer Ehren“, Anrede für Richter im Common Law) ist eine amerikanische Krimi-Drama-Miniserie von Peter Moffat. Sie ist eine Adaption der israelischen Fernsehserie Kvodo (hebräisch כבודו) aus dem Jahr 2017. Im Mittelpunkt steht ein Richter, dessen Auffassung von Recht und ehrenhafter Berufsausübung sich nach einem Unfall seines Sohnes mit tödlichen Folgen drastisch wandeln. Die erste Staffel der Serie wurde vom 6. Dezember 2020 bis zum 14. Februar 2021 auf dem amerikanischen Sender Showtime ausgestrahlt. Die deutsche Synchronisation zeigte Sky Atlantic zwischen dem 18. Januar und 22. März 2021.
Im August 2021 wurde die Serie um eine zweite und gleichzeitig finale Staffel verlängert. Für die ARD und den ORF entstand 2021 unter dem Titel Euer Ehren eine weitere Adaption der israelischen Serie Kvodo.

## Handlung
Michael Desiato ist ein geachteter Richter in New Orleans, Louisiana. Seit dem Unfalltod seiner Frau lebt er alleine mit seinem Sohn Adam, der gerade die High School beendet und eine heimliche Affäre mit einer seiner Lehrerinnen hat. Nachdem Adam am Todestag seiner Mutter am Unfallort ein Gedenkbild aufgestellt hat, erleidet er im Auto einen Asthma-Anfall und fährt einen Motorradfahrer an, als er seinen Inhalator sucht. Mit dem Handy des Verunglückten versucht er, Hilfe zu rufen, kann sich jedoch wegen seiner Atemlosigkeit nicht verständlich machen und flieht schließlich in Panik. Noch am Abend begleitet ihn sein Vater aufs Polizeirevier, um sich zu stellen. Doch als Richter Desiato erfährt, dass es sich beim am Unfallort verstorbenen Opfer um Rocco Baxter handelt, den jüngsten Sohn des Mafioso Jimmy Baxter, macht er einen Rückzug. Aus Angst vor Selbstjustiz des brutalen Verbrechers vertuscht er den Unfall, verschafft seinem Sohn ein falsches Alibi und bittet seinen Freund, den schwarzen Bürgermeisterkandidaten Charlie, den Unfallwagen verschwinden zu lassen. Dieser hat Kontakte zur Desire-Straßengang, die ihr Juniormitglied Kofi A. Jones beauftragt, den Wagen zu stehlen. Doch dieser wird geschnappt und von seiner Gang dazu genötigt, den Unfall mit Fahrerflucht zu gestehen, als die Polizei die Verbindung des Wagens zu dem Toten herstellt.
Adam leidet nicht nur unter seiner Tat, sondern auch darunter, dass nun ein Unschuldiger an seiner Stelle bestraft werden soll. Sein Vater bittet seine ehemalige Mitarbeiterin, die Anwältin Lee Delamere, Kofis Verteidigung zu übernehmen. Doch dieser wird im Gefängnis von Carlo Baxter, dem ältesten Sohn Jimmy Baxters, ermordet. Um ein sichtbares Zeichen in der Verbrecherwelt zu setzen, lässt Jimmy Baxter auch das Haus der mit der Desire-Gang verbundenen Familie Jones in die Luft sprengen. Nur Eugene, der jüngere Bruder von Kofi, überlebt, wird von der Gangmutter aufgenommen und als Drogendealer ausgebildet. Derweil entdeckt Jimmy Baxter die Beteiligung Michaels am Unfallgeschehen, weil dieser Aufnahmen von Überwachungskameras hat löschen lassen. Er entführt den Richter, den er für den Unfallfahrer hält. Desiato kann sich nur mit einem Deal freikaufen: Er will dafür sorgen, dass er den Prozess von Carlos leitet und dieser von der Mordanklage freigesprochen wird. Dafür muss er nicht nur eine Kollegin denunzieren und eine kritische Geschworene entlassen, sondern auch einen plötzlich aufgetauchten Belastungszeugen vergiften.
Schließlich fällt die Jury das gewünschte Urteil und Carlo Baxter wird freigesprochen. Seinen Eltern ist allerdings ein Asthma-Anfall des im Zuschauerraum anwesenden Adam aufgefallen, den sie in Verbindung mit der Stimme auf der Aufzeichnung des Notrufs bringen. Adam besucht am Abend erstmals seine neue Freundin Fia, die gerade deshalb eine besondere Anziehung auf ihn ausübt, weil sie die Schwester Roccos ist und um ihn trauert. Jimmy Baxter ruft Michael zuhause an und lässt durchblicken, dass er den wahren Täter kennt und sich dieser in seiner Gewalt befindet. In Panik rennt Michael zum Hotel der Baxters, doch der Einlass wird ihm verwehrt. Stattdessen lässt der Aufruhr, den er verursacht, Eugene ungesehen ins Haus schlüpfen. Während Jimmy Baxter Adam vor den Augen seines Vaters lediglich umarmt, schießt Eugene auf Carlo, den Mörder seines Bruders. Doch er verfehlt diesen und trifft Adam tödlich am Hals, der in den Armen seines herbeigeeilten Vaters stirbt.

## Synchronisation
Die deutschsprachige Synchronisation entstand bei der Cinephon Filmproduktions in Berlin, wobei Ulrike Lau und Kathrin Kabbathas für das Dialogbuch verantwortlich waren, während Reinhard Knapp die Dialogregie führte.
| Rolle              | Schauspieler       | Folgen               | Synchronsprecher         |
| ------------------ | ------------------ | -------------------- | ------------------------ |
| Michael Desiato    | Bryan Cranston     | 1–20                 | Joachim Tennstedt        |
| Adam Desiato       | Hunter Doohan      | 1–10                 | Patrick Keller           |
| Jimmy Baxter       | Michael Stuhlbarg  | 1–20                 | Axel Malzacher           |
| Gina Baxter        | Hope Davis         | 1, 3–7, 9–20         | Christin Marquitan       |
| Sofia „Fia“ Baxter | Lilli Kay          | 1, 4–20              | Flavia Vinzens           |
| Charlie Figaro     | Isiah Whitlock Jr. | 1–4, 6–20            | Engelbert von Nordhausen |
| Lee                | Carmen Ejogo       | 2–10, 17–20          | Katrin Zimmermann        |
| Frankie            | Tony Curran        | 2–3, 5–7, 9–14, 16   | Thomas Nero Wolff        |
| Nancy Costello     | Amy Landecker      | 2–4, 6–13, 15–17, 20 | Sabine Falkenberg        |
| Carlo Baxter       | Jimi Stanton       | 3–20                 | Karim El Kammouchi       |

## Rezeption
Die Kritikermeinung in den Vereinigten Staaten war gespalten. Gelobt wurden die düstere Atmosphäre und die schauspielerische Leistung Bryan Cranstons in der Titelrolle. Kritisiert wurde der Plot, der zum Teil als zäh empfunden wurde.
Für Kurt Sagatz schließt Bryan Cranston in Your Honor „beinahe nahtlos an seine Paraderolle aus ‚Breaking Bad‘ an“, indem seine Figur durch die Umstände immer mehr ins kriminelle Milieu abrutsche. Die Stärke der Serie liege allerdings weniger im schwarzen Humor des Klassikers, sondern in der „Tiefe und Menschlichkeit, die Cranston seiner Figur mitgibt“. Laut Nicolas Freund stellt Your Honor „komplizierte Fragen nach Schuld, Trauer und letztlich nach dem, was ein System, eine Gesellschaft zusammenhält“. Die Serie mache es „sich und dem Zuschauer nicht leicht. Und macht genau deshalb so viel richtig.“ Oliver Jungen findet „die Gesamtwirkung der vortrefflich gespielten Serie phänomenal“. Die Erzählweise gleiche „einem auf der Nasenspitze balancierten Säbel“.
Isabella Wallnöfer sieht durch Your Honor „ein düsteres Bild von Moral, Justiz und den USA“ gezeichnet. Jonas Lages kritisiert die Prämisse, nach der ein Richter kein Vertrauen in den Rechtsstaat habe und seinen Sohn nur auf Kosten seiner moralischen Integrität schützen könne: „Leider merkt man, dass einem etwas vorgemacht wird – und verliert das Interesse.“ Für Tobias Sedlmaier geht der Serie nach fulminantem Beginn „bald die Luft aus“. Die Handlung sei konstruiert, die Inszenierung unterkühlt, der Zuschauer erfahre wenig Neues. Das Ergebnis sei „ein typisches Beispiel für eine ambitionierte, stellenweise durchaus eindrückliche, aber wohl kaum bleibend nachwirkende Produktion.“